# Sorineuchora shanensis
Sorineuchora shanensis es una especie de cucaracha del género Sorineuchora, familia Ectobiidae, orden Blattodea. Fue descrita científicamente por Princis en 1950.

## Descripción
El cuerpo del macho mide 4,9-5,4 milímetros de longitud y la hembra 5,8-6,5 milímetros.

## Distribución
Se distribuye por China y Birmania.